# Avenue J
Avenue J, in origine conosciuta con il nome di Manhattan Terrace, è una fermata della metropolitana di New York, situata sulla linea BMT Brighton. Nel 2014 è stata utilizzata da 1 850 087 passeggeri.
È servita dalla linea Q Broadway Express, sempre attiva.